# Palazzo Michelozzi
Palazzo Michelozzi, o Bartolozzi, è un edificio storico del centro di Firenze, situato in via Maggio 11 angolo via dei Velluti e via Sguazza, nel quartiere di Oltrarno. Il palazzo, con la denominazione di "palazzo Amerighi", appare nell'elenco redatto nel 1901 dalla Direzione Generale delle Antichità e Belle Arti, quale edificio monumentale da considerare patrimonio artistico nazionale.

## Storia

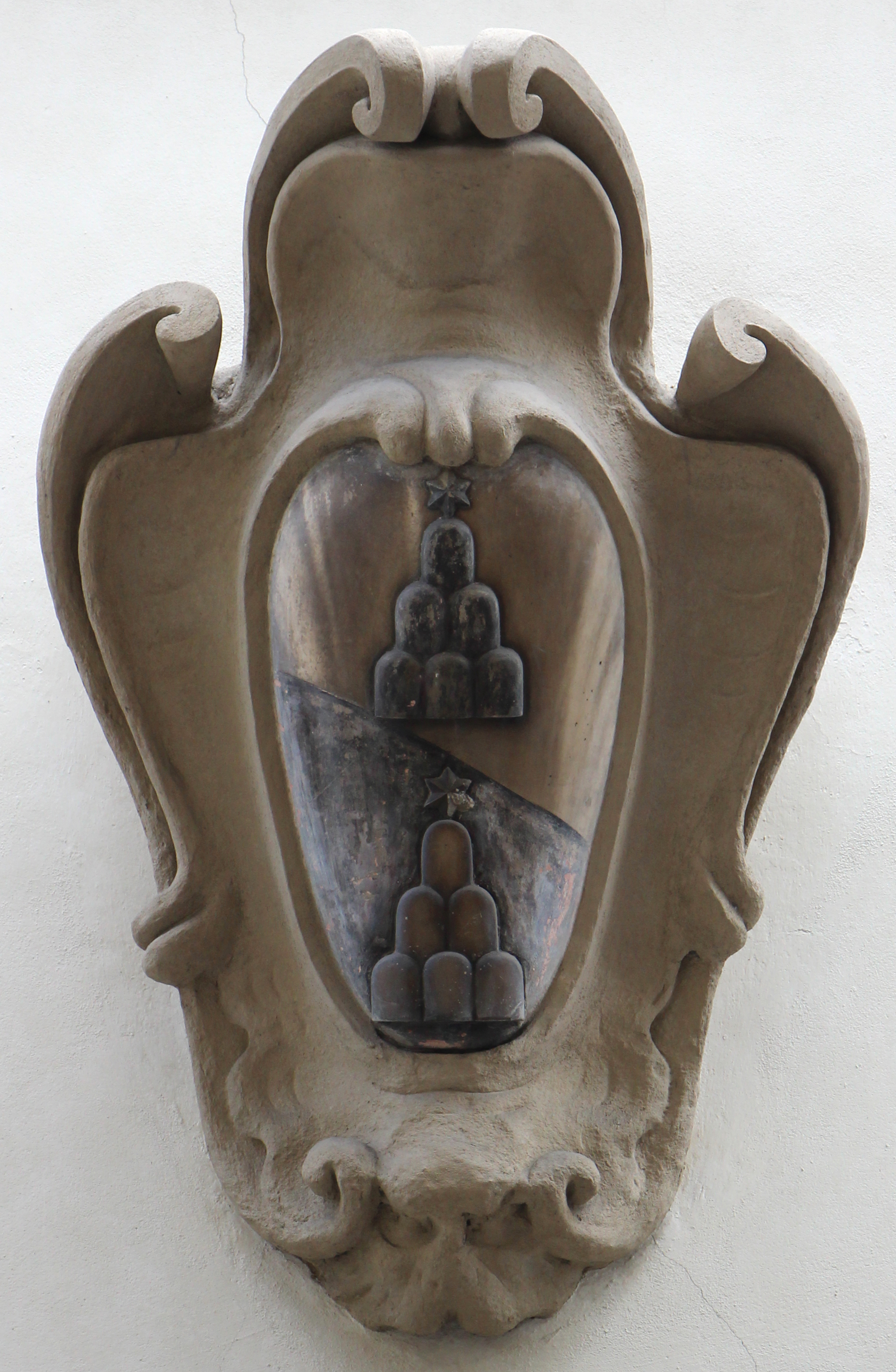
Stemma Michelozzi sul portale

Il palazzo fu eretto nella seconda metà del Cinquecento su preesistenti case dei Corbinelli (presumibilmente già unificate nel corso del Quattrocento e inglobate nella nuova costruzione), quasi sicuramente su commissione del senatore Giovanni Battista Michelozzi, noto peraltro come committente del prestigioso ciborio marmoreo della vicina chiesa di Santo Spirito, opera di Giovanni Battista Caccini. Vista la consuetudine del committente con quest'ultimo, segnalatosi anche come valente architetto, la letteratura tende a ricondurre anche l'attuale palazzo ad un suo disegno, o comunque a immaginarlo coinvolto nelle vicende progettuali, per quanto nel tempo siano stati avanzati anche i nomi di Santi di Tito, di Baccio d'Agnolo (per il cortile) e di suo figlio Domenico. 
Attorno alla metà del Settecento la proprietà passò a un ramo collaterale del casato, quello dei Michelozzi Boni Giacomini, fino a che, con l'estinzione della famiglia, passò in dote nel 1845 ad Elena Amerighi, sposata con Leonardo Roti, la cui discendenza - in virtù della doppia parentela fra la famiglie Michelozzi Boni e Amerighi - assunse il nome "Roti Michelozzi". 
Nella prima metà del Novecento, presumibilmente dopo essere stata dei Ticci e dei Donati, fu acquistata dai Bartolozzi, che ancora oggi la detengono. Nel 1903 il palazzo fu rialzato di un piano su via Sguazza, nel 1925 furono riaperte le finestre del secondo piano su via Maggio ripristinando gli antichi archi esistenti sotto l'intonaco, e che nel 1929 fu ingrandita la porta sempre su via Sguazza.
Nel 2012 l'immobile è stato oggetto di un intervento di restauro delle facciate, di rifacimento delle coperture e di ridistribuzione degli spazi interni, su progetto dell'architetto Leonardo Zorzet.

## Descrizione

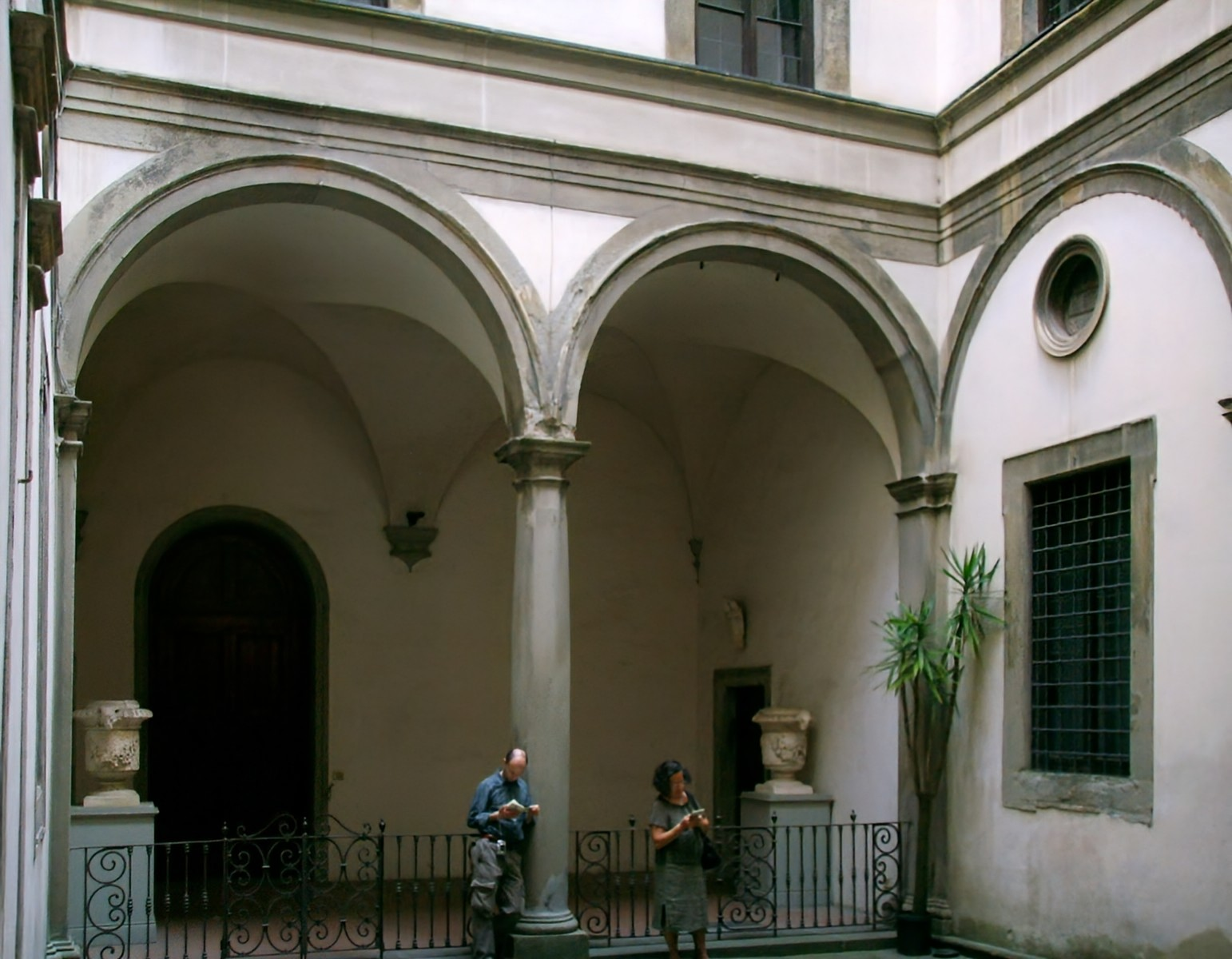
Il cortile

Il fronte, organizzato su tre piani per sei assi ben distanziati, presenta il piano terreno segnato da un portone ad arco, ai fianchi del quale si allineano, due a sinistra, tre a destra, imponenti finestre inginocchiate. Queste ultime sono da considerare frutto di un intervento del tardo Cinquecento se non proprio del Seicento, mentre i piani superiori registrano ancora un gusto quattro cinquecentesco, con le finestre ad arco allineate sul ricorso di pietra, incorniciate da bugne e ben stagliate sulla parete intonacata. 
Sul portone è uno scudo con l'arme della famiglia Michelozzi (trinciato d'argento e di rosso, a due monti di sei cime dell'uno nell'altro, ciascuno cimato da una stella a sei punte dello stesso), nell'androne una targa con una testa scolpita in memoria del pittore Pedro Americo, artista ufficiale del governo brasiliano che qui morì nel 1905. 
| IN QUESTA CASA DOVE LUNGAMENTE VISSE E OPERÒ MORIVA NEL 1905 PEDRO AMÈRICO PEDRO AMÈRICO DE FIGUEIREDO E MELLO PITTORE INSIGNE BRASILE E ITALIA PER ONORARE LA MEMORIA POSERO NEL CINQUANTANOVESIMO DELLA SUA SCOMPARSA NATO AD AREIAS, STATO DI PARAÍBA BRASILE, IL 29 4 1843 |

L'androne, voltato a botte, è inoltre impreziosito da un elegante ed elaborato cancello moderno, segnato dalla "B" dei Bartolozzi. Oltre a questo spazio si accede al cortile, con i lati d'ingresso e di testa coperti da un loggiato, i laterali segnati da arcate cieche. Le colonne in pietra serena e capitelli tuscanici. Gli altri due lati hanno arcate cieche e paraste, ravvivate da aperture rettangolari e oculi. Particolarmente elegante il prospetto sul cortile del corpo di fabbrica che guarda alla strada, con due finestre ad arco al primo piano e, in alto, una altana, arretrata rispetto al filo della facciata principale e sorretta da colonne e trabeazione in pietra serena. 
Nel cortile sono due statue e due urne scolpite nel marmo. Da qui parte anche lo scalone in pietra per i piani superiori, piuttosto ripido e di reminiscenza medioevale. A sinistra dell'androne una vasta sala terrena a volta con lunette laterali mostri degli elaborati peducci di pregevole fattura e di carattere quattrocentesco: spesso sono ornati da motivi araldici dei Corbinelli e ciò dimostra che l'ambiente appartiene a una costruzione preesistente e risale ai tempi di quella storica casata d'Oltrarno.
Esternamente, su via dei Velluti esiste una buchetta del vino tamponata, mentre su via Sguazza si nota una lapide in pietra serena, completamente abrasa, ma grazie a trascrizioni sappiamo che si trattata di un bando dei Signori Otto del 1612, che vietava la sporcizia (le "brutture"):
| E S.RI OTTO ANNO PROIBITO FARCI BRVTVRE DI SORTE ALCVNA MDCXII |